# Soulier d'or belge 2015
Le Soulier d'or 2015 est un trophée individuel, récompensant le meilleur joueur du championnat de Belgique sur l'ensemble de l'année 2015. Ceci comprend donc deux demi-saisons, la fin de la saison 2014-2015, de janvier à juin, et le début de la saison 2015-2016, de juillet à décembre.
Il s'agit de la soixante deuxième édition du trophée, remporté par le milieu Sven Kums du KAA La Gantoise. 

## Classement
| Place | Pays | Joueur                 | Club(s)           | Total |
| ----- | ---- | ---------------------- | ----------------- | ----- |
| 1.    |      | Sven Kums              | KAA La Gantoise   | 345   |
| 2.    |      | Laurent Depoitre       | KAA La Gantoise   | 179   |
| 3.    |      | Danijel Milićević      | KAA La Gantoise   | 143   |
| 4.    |      | Aleksandar Mitrović    | RSC Anderlecht    | 81    |
| 5.    |      | Brecht Dejaegere       | KAA La Gantoise   | 56    |
| 6.    |      | Mathew Ryan            | Club Bruges KV    | 52    |
| 7.    |      | Olivier Deschacht      | RSC Anderlecht    | 46    |
| 7.    |      | Neeskens Kebano        | R Charleroi SC    | 46    |
| 9.    |      | Matz Sels              | KAA La Gantoise   | 36    |
| 10.   |      | Víctor Vázquez         | Club Bruges KV    | 28    |
| 10.   |      | Mehdi Carcela-Gonzalez | Standard de Liège | 28    |

## Autres prix
- But de l'année : Nicklas Pedersen
- Gardien de l'année : Matz Sels
- Entraineur de l'année : Hein Vanhaezebrouck
- Espoir de l'année : Youri Tielemans
- Meilleur Belge à l'étranger : Kevin De Bruyne

### Sources
- Sven Kums remporte le Soulier d’or 2015, lesoir.be
- Soulier d’or 2015 : en fouillant dans les votes, on a trouvé pas mal de choses surprenantes, lavenir.net